# Terminalia superba
Terminalia superba là một loài thực vật có hoa trong họ Trâm bầu. Loài này được Engl. & Diels miêu tả khoa học đầu tiên năm 1900.